# Henry Bathurst (2e comte Bathurst)
Pour les articles homonymes, voir Henry Bathurst et Bathurst.
Henry Bathurst, 2e comte Bathurst, (20 mai 1714 - 6 août 1794), connu sous le nom de Lord Apsley de 1771 à 1775, est un avocat et un homme politique britannique. Il est Lord grand chancelier de 1771 à 1778. 

## Biographie
Il est le fils aîné d'Allen Bathurst et de son épouse Catherine Apsley. Formé au Balliol College d'Oxford, il est appelé au barreau du Lincoln's Inn en 1736. Il pratique sur le circuit d'Oxford et devient conseiller du roi en 1745 après plusieurs années passées au banc du roi. 
En avril 1735, il est élu député de Cirencester et récompensé pour son opposition au gouvernement en étant nommé solliciteur général en 1745 puis procureur général de Frédéric de Galles en 1748 . Frederick meurt en 1751, mais on demande à Bathurst de continuer dans le même poste avec le prince George. 
Il démissionne de son siège au parlement en avril 1754, et est nommé juge et conseiller de la Cour des plaids-communs le mois suivant . Il reste opposé aux Whigs, malgré la tentative malheureuse des conservateurs de tirer profit de la chute de Walpole. 
Il est admis au Conseil privé lorsque le décès du Lord Chancelier laisse son poste vacant sans candidat. Nommé l’un des trois commissaires du grand sceau d’Angleterre, il devient Lord grand chancelier en janvier 1771. Il est à cette occasion élevé à la pairie sous le titre de baron Apsley, dans le comté de Sussex. Il est maltraité par les écrits satiriques des Whigs Lord Brougham et Lord Lyndhurst. Le mieux qu'ils pouvaient dire à son sujet est qu'il n'était "pas désagréable", mais se moquait de sa capacité au barreau. En janvier 1774, il participe à la rédaction des "Actes intolérables" qu'il appuie devant le parlement et les tribunaux, notamment le Boston Port Act, qui donne naissance au Boston Tea Party et à la révolution. En 1777, après la défaite face à des frégates américaines, il craint que la Grande-Bretagne ne perde le contrôle de la ligne de côte, demandant des préliminaires de paix afin de sauver les colonies des Antilles. Il est un ami personnel de l'amiral William Howe, qui le connait depuis son enfance. Ayant succédé à son père comme second comte de Bathurst en septembre 1775, il démissionne de son poste en juillet 1778, à contrecœur, pour permettre à Lord Thurlow de rejoindre le cabinet de Frederick North. En novembre 1779, il est nommé Lord président du Conseil et quitte ses fonctions avec le départ de North en mars 1782 . 
En 1771, la construction d'Apsley House est lancée avec une façade néo-classique en brique à cinq travées. Il y a de grandes fenêtres à guillotine claires et aérées et, au centre de la maison, un grand escalier circulaire. La maison est rénovée par le premier duc de Wellington lorsqu'il est Premier ministre entre 1828 et 1830, lorsqu'elle est recouverte de pierre de Bath.  
Le roi George III fait confiance à Bathurst en tant que président de la Chambre des lords. Ancien trésorier du Trésor, il a la sinécure de témoin de l'échiquier. Cela implique des tâches mais le travail vaut 1 200 £ par an. Plus important encore, il est en mesure d’obtenir une place pour son fils en 1790.   

## Famille
Lord Bathurst épouse Anne James en 1754, mais elle est décédée en 1758 sans enfants. Il épouse ensuite Tryphena, fille de Thomas Scawen, en 1759. Il meurt à Oakley Grove, près de Cirencester, le 6 août 1794  âgé de 80 ans, et est remplacé comme comte par son fils de son deuxième mariage, Henry. Lady Bathurst est décédée en 1807. Apsley House, à Hyde Park, surnommé "Number One London", est construit pour lui par Robert Adam. Il est vendu en 1807 au premier marquis de Wellesley, qui le vend en 1817 à son célèbre frère Arthur Wellesley, premier duc de Wellington. 